# Polityka zagraniczna Rosji
Polityka zagraniczna Federacji Rosyjskiej obejmuje relacje bilateralne oraz członkostwo w organizacjach międzynarodowych i regionalnych formatach współpracy (w tym Wspólnota Niepodległych Państw, Szanghajska Organizacja Współpracy, Euroazjatycka Unia Gospodarcza, G20). Ponadto Rosja posiada status stałego członka Rady Bezpieczeństwa ONZ.
Decydujący wpływ na politykę zagraniczną posiada prezydent, któremu podlega Ministerstwo Spraw Zagranicznych. Od 2004 roku funkcję ministra spraw zagranicznych pełni Siergiej Ławrow.

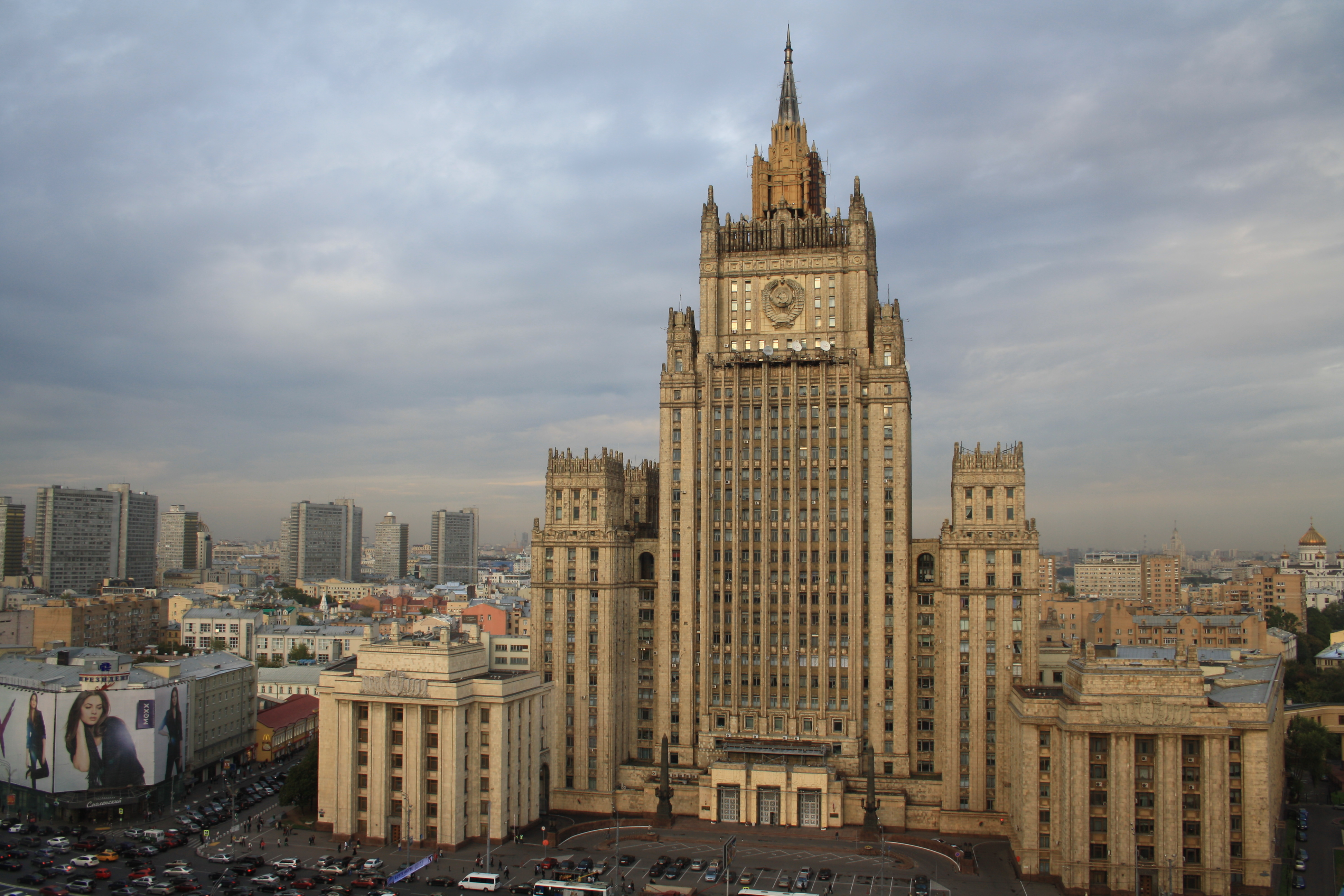
Siedziba Ministerstwa Spraw Zagranicznych w Moskwie

## Uwarunkowania

- czynnik geograficzny – Rosja jako największe państwo świata pod względem powierzchni (17 075 400 km²) położone na dwóch kontynentach z dostępem do akwenów (m.in. Oceanu Arktycznego, Morza Czarnego, Bałtyku)
- czynnik demograficzny – szybki i trwały spadek populacji (emigracja, niska dzietność)
- czynnik surowcowy – dostęp do surowców naturalnych (ropa naftowa, gaz ziemny) i znaczących ich udział w eksporcie
- czynnik ekonomiczny – oligarchiczny model gospodarki
- czynnik polityczny – autorytarny charakter rządów
- czynnik militarny – dysponowanie bronią jądrową
- czynnik otoczenia zewnętrznego – konsekwencje rozpadu ZSRR, wzrost znaczenia Chin[1]

## Kierunki polityki zagranicznej

### Obszar poradziecki

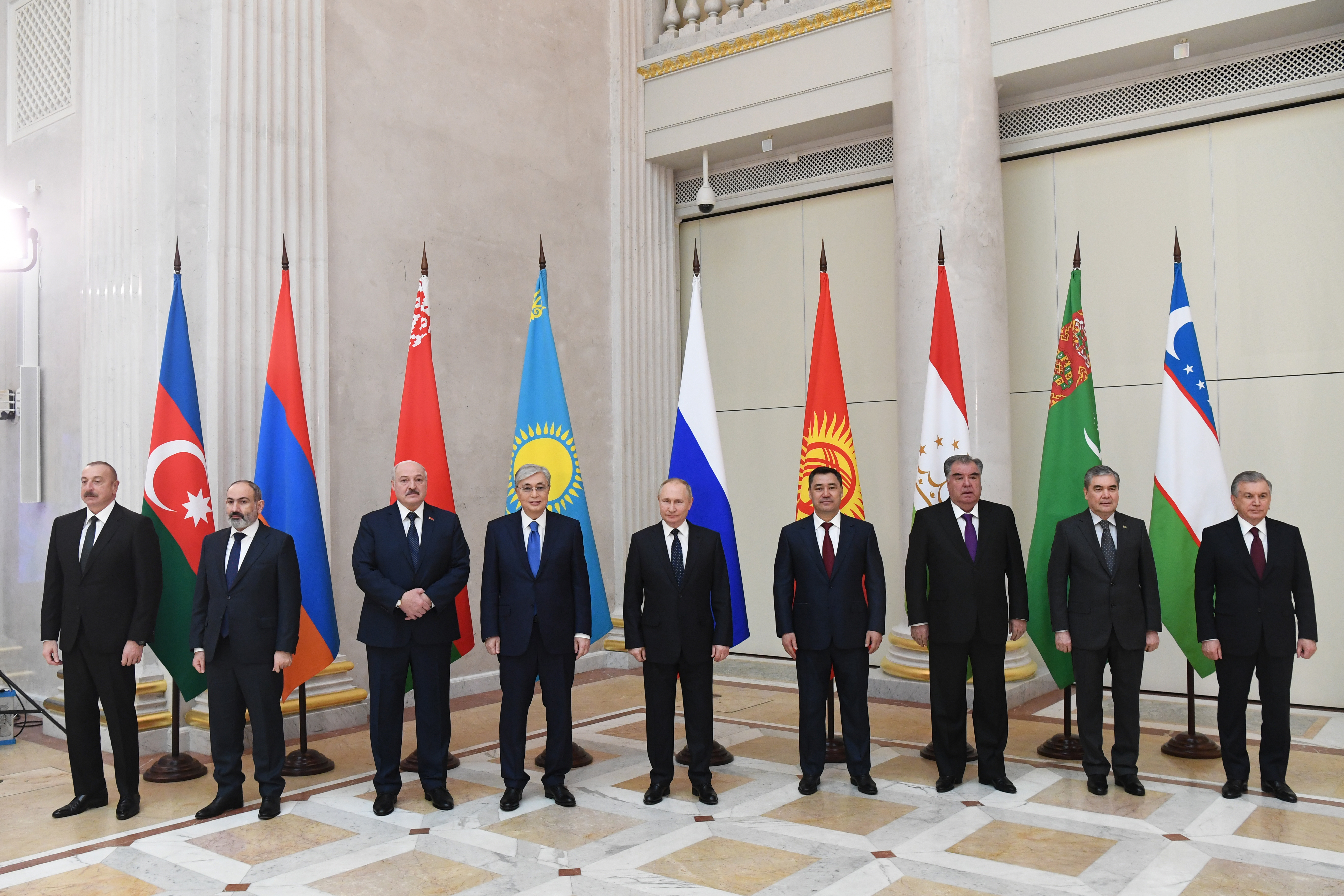
Prezydent Władimir Putin wśród przywódców państw Wspólnoty Niepodległych Państw, 2021

Relacje z państwami powstałymi w wyniku rozpadu ZSRR są traktowany jako priorytetowy kierunek polityki zagranicznej Rosji. Wynika to z postrzegania tego regionu jako strefy żywotnych interesów Rosji czy „bliskiej zagranicy”. Obrona tych interesów była pretekstem do zbrojnych agresji przeciwko Gruzji i Ukrainie. Jednym z czynników wpływających na kluczowe znaczenie tego regionu w polityce zagranicznej Rosji są wyzwania i zagrożenia związane toczącymi się lub zamrożonymi konfliktami zbrojnym (np. w Górskim Karabachu czy Naddniestrzu) oraz bliskość obszarów niestabilnych (przy czym część z nich jest wynikiem działań samej Rosji umiejętnie wykorzystującej napięcia do realizacji własnych celów). Ponadto Rosja wykorzystuje obecność społeczności rosyjskich i rosyjskojęzycznych w krajach dawnego ZSRR, jako pretekst do ingerencji w wewnętrzne sprawy tych państw.

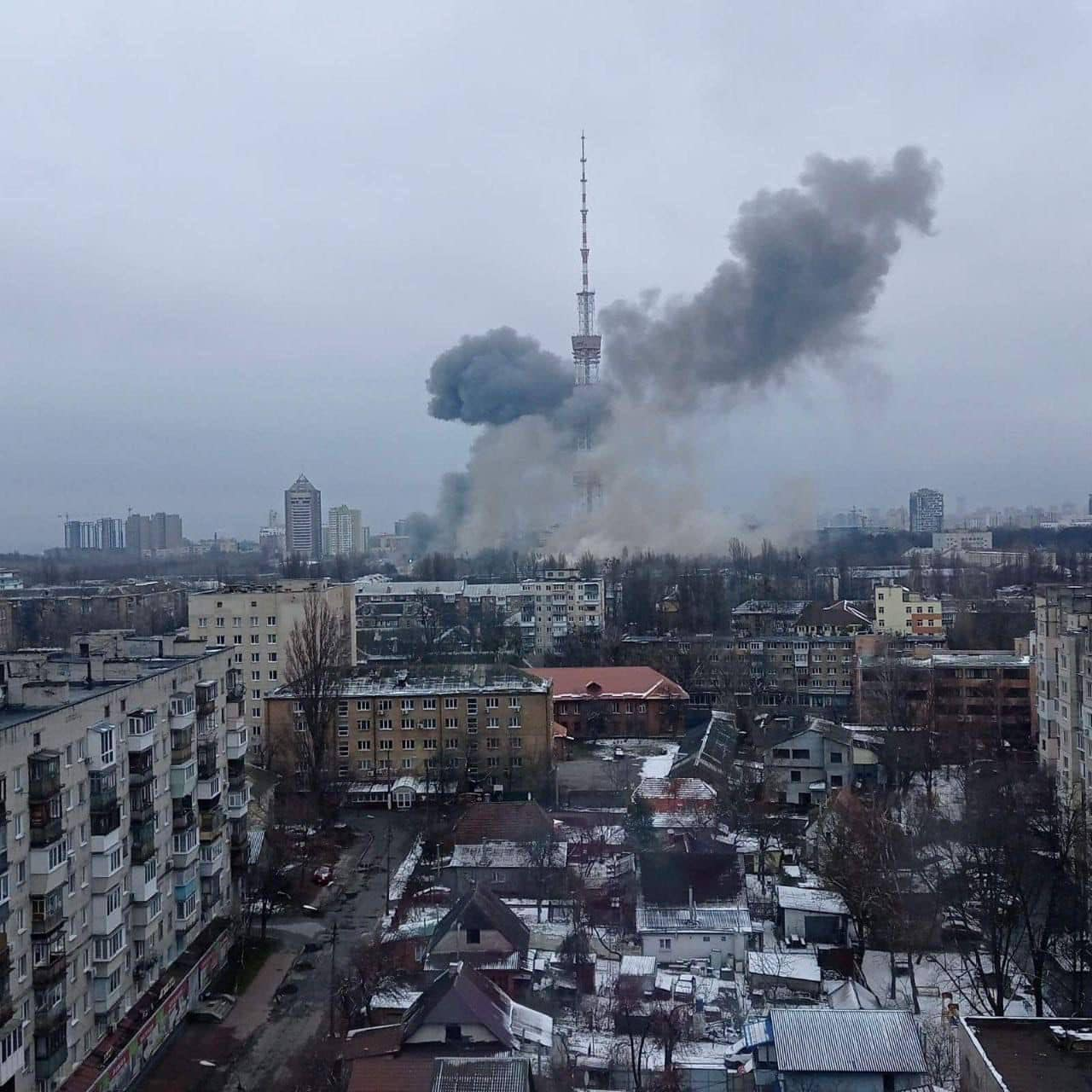
Moment bombardowania wieży telewizyjnej w Kijowie rosyjskimi rakietami podczas inwazji na Ukrainę, 2022

Celami polityki rosyjskiej na tym kierunku są: pogłębienie integracji politycznej, wojskowej i gospodarczej obszaru poradzieckiego pod przywództwem Rosji, co ma służyć utrzymaniu zależności regionu i ograniczeniu wpływów innych graczy międzynarodowych (m.in. Chin, Stanów Zjednoczonych czy Unii Europejskiej).  Wśród deklarowanych celów są też umocnienie współpracy w ramach Wspólnoty Niepodległych Państw oraz uregulowanie konfliktów i niedopuszczenie rozprzestrzeniania się na terytorium Rosji. Rzeczywistym celem Rosji jest jednak jedynie zamrożenie konfliktów w celu wykorzystania ich do własnych korzyści.
Pierwszym kręgiem państw objętych zainteresowaniem Moskwy jest Ukraina, Białoruś i część Kazachstanu. Ukraina jako kraj położony strategicznie, ludny i posiadający dużą mniejszość rosyjską ma priorytetowe znaczenie w imperialnych projektach Rosji, ale prozachodni kurs Ukrainy i trwający konflikt zbrojny utrudnia ich realizację. Do pierwszego kręgu dołączono także Armenię i Kirgistan, które wchodzą w skład Eurazjatyckiej Unii Gospodarczej. Wszystkie te państwa (z wyjątkiem Ukrainy) wchodzą również w skład Organizacji Układu o Bezpieczeństwie Zbiorowym. Państwa członkowskie obu organizacji (Armenia, Białoruś, Kazachstan, Kirgistan i Tadżykistan) stanowią krąg państw zależnych i w największym stopniu uległych rosyjskiej dominacji. Drugi krąg stanowią pozostałe kraje poradzieckiego (z wyjątkiem państw bałtyckich) – Mołdawia, Gruzja, Azerbejdżan, Uzbekistan i Turkmenistan.
Od połowy lat 2000. obserwuje się wzrost wpływów chińskiej kosztem Rosji w obszarze Azji Centralnej, głównie w wymiarze ekonomicznym. Proces ten nasilił się po 2022 roku.

### Świat zachodni
W strategii bezpieczeństwa narodowego Rosji z 2021 roku za źródło zagrożeń o charakterze wojskowym uznane zostały państwa zachodnie i NATO zarzucając im prowadzenie „wrogich działań” (o charakterze militarnym, gospodarczym, politycznym i informacyjnych) wymierzonych w Rosję, dążenie do konfrontacji i wyścigu zbrojeń. Po agresji Rosji na Ukrainę państwa zachodnie rozszerzyły sankcje gospodarcze i personalne, natomiast Rosja umieściła je na liście krajów nieprzyjaznych. Koncepcja polityki zagranicznej przyjęta w 2023 roku marginalizuje znaczenie państw zachodnich. Ponadto Stany Zjednoczone zostały określone jako główne zagrożenie dla bezpieczeństwa Rosji.

### Azja

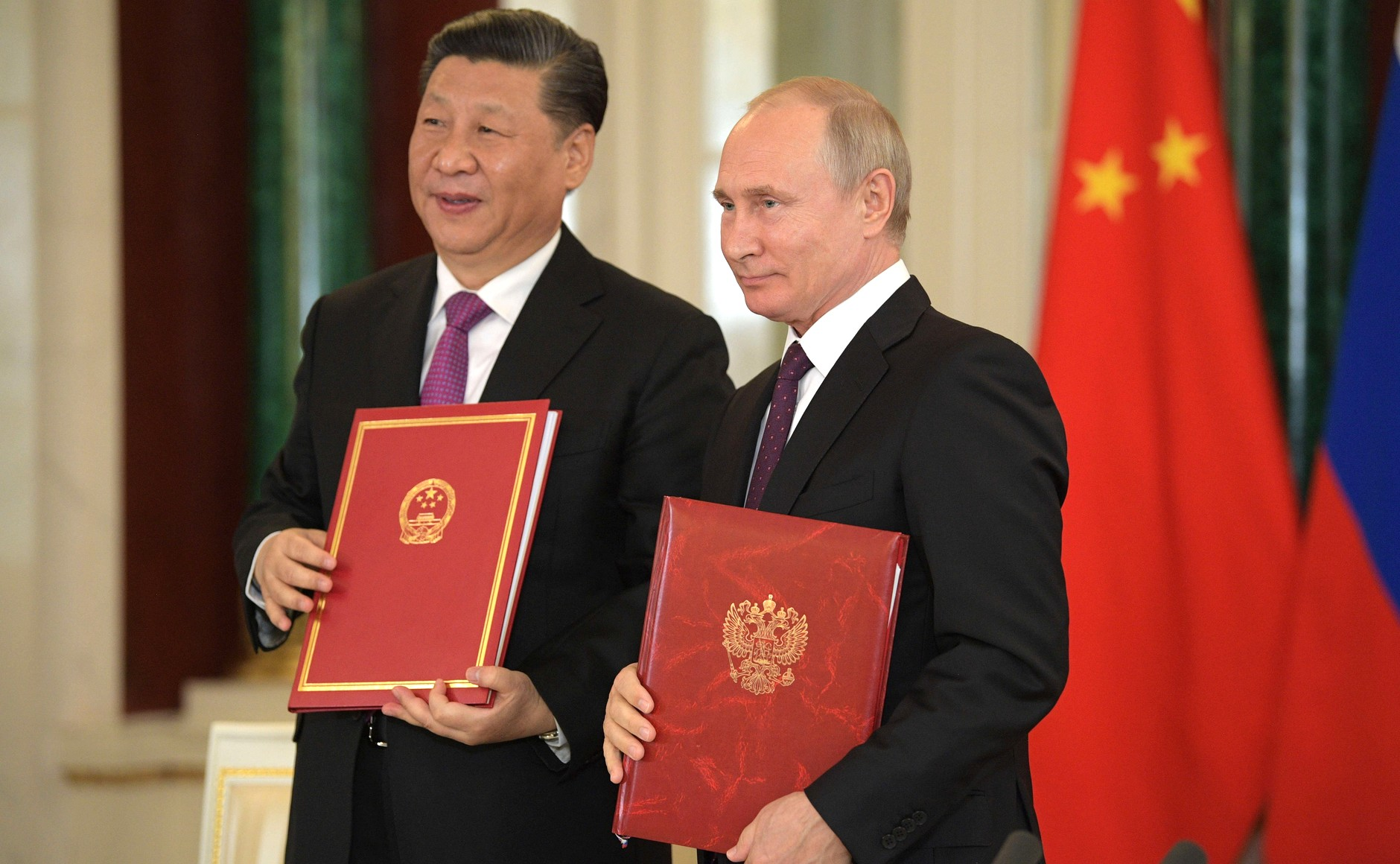
Spotkanie prezydenta Władimira Putina z przewodniczącym Chin Xi Jinpingiem, 2019

W konsekwencji kryzysu w relacjach ze światem zachodnim, kryzysu ukraińskiego i aneksji Krymu w 2014 roku, wzrosło znaczenie Azji (w szczególności Chin) w polityce zagranicznej Rosji.
Rosyjskie-chińskie partnerstwo, oparte na opozycji do wiodącej roli USA w sferze bezpieczeństwa globalnego i zbliżonym podejściu do niektórych kwestii międzynarodowych, ma charakter asymetryczny w przewagą po stronie Chin. Współpraca chińsko-rosyjska obejmuje m.in. infrastrukturę energetyczną i telekomunikacyjną. Z punktu widzenia Chin, Rosja stanowi przede wszystkim zaplecze surowców energetycznych. Jesto to korzystne dla strony chińskie ze względu na położenie geograficzne, prochińskie nastawienie elit rosyjskich, możliwość korumpowania urzędników rosyjskich oraz polityczne wpływy grupy rosyjskich środowisk biznesowych mających interes we współpracy gospodarczej z Chinami. W 2001 roku z inicjatywy Rosji i Chin powołano Szanghajską Organizację Współpracy, która obecnie zrzesza 8 państw.
Istotnym partnerem azjatyckim Rosji są Indie. Podstawą relacji rosyjsko-indyjskich są głównie interesy gospodarcze. Dobre relacje z Rosją są jednym z priorytetów polityki zagranicznej Indii, determinując również bliską współpracę na forum międzynarodowym. Rosja jest dla Indii kluczowym dostawcą sprzętu wojskowego.

### Pozostałe kierunki

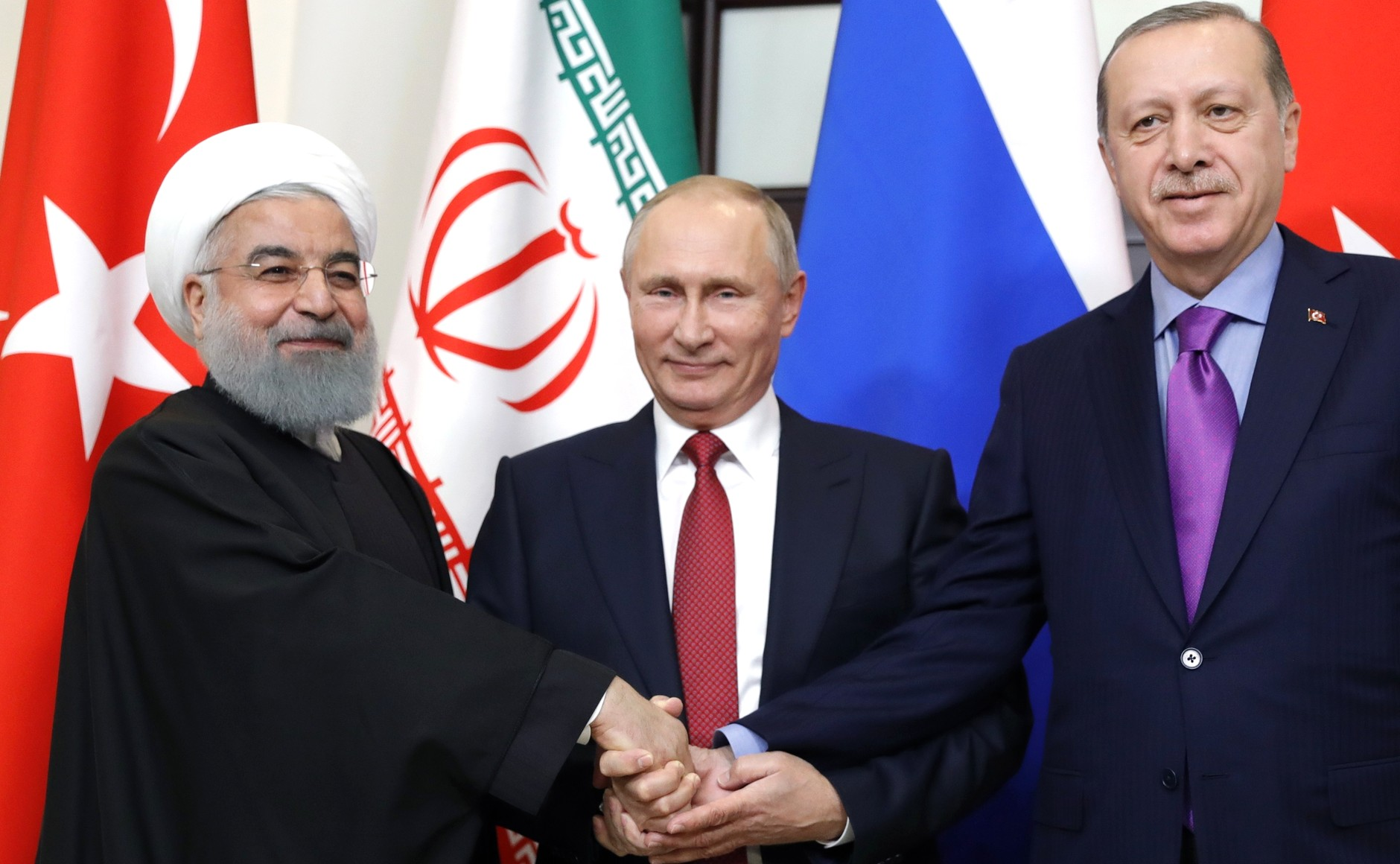
Spotkanie przywódców Rosji, Iranu i Turcji, 2017

Od początku XXI wieku obserwuje się aktywizację polityki Rosji na obszarze Bliskiego Wschodu. Wśród celów polityki rosyjskiej polityki na tym kierunku wymienia się ograniczenie wpływów amerykańskich w regionie (czego wyrazem jest zaangażowanie Rosji w wojnie domowej w Syrii oraz współpraca polityczna z Iranem) oraz włączenie Turcji do nowego regionalnego układu politycznego i rozluźnienie jej więzi ze światem zachodnim.
Równolegle obserwowane są wzrastające wpływy rosyjskie w Afryce. Rosja dąży od odbudowy wpływów z czasów radzieckich i pozyskania nowych sojuszników. Współpraca Rosji z państwami afrykańskimi służy przede wszystkim zawieraniu kontraktów biznesowych dla ludzi związanych z Władimirem Putiniem. Umożliwia to im pranie brudnych pieniędzy oraz pozyskiwanie źródeł finansowania dla sektora energetycznego i zbrojeniowego, a także szkoleń wywiadu i rosyjskich grup paramilitarnych (np. Grupa Wagnera). Działania te wzmacniają rosyjskie kręgi władzy oraz wpływy polityczne dla Rosji. Celem Rosji jest także poprawa swojej pozycji międzynarodowej m.in. poprzez pozyskanie dla swoich inicjatyw poparcia państw afrykańskich na forum ONZ oraz umocnienie wizerunku jako państwa odpowiedzialnego poprzez pełnienie roli mediatora w lokalnych konfliktach na terenie Afryki.
Czynnikiem korzystnie wpływającym na stosunki Rosji z krajami Ameryki Łacińskiej jest antyamerykańskie nastawienie lewicowych rządów sprawujących władzę w wielu z nich. W szczególności bliską współpracę z Rosją nawiązały autorytarne reżimy na Kubie, w Nikaragui i w Wenezueli.
Rosja prowadzi także aktywną politykę na Bałkanach Zachodnich utrzymując bliskie relacje z Serbią i przeciwstawiając się euroatlantyckim dążeniom państw regionu.